# Micrasepalum
Micrasepalum là một chi thực vật có hoa trong họ Thiến thảo (Rubiaceae).

## Loài
Chi Micrasepalum gồm các loài: